# Centre hospitalier de Douai
Le Centre hospitalier de Douai est un hôpital inauguré en septembre 2008. Depuis 2016 il est l’établissement support du Groupement Hospitalier de Territoire du Douaisis. Il comporte plus de 900 lits. L'hôpital couvre une surface de plus de 65 000 m2.

## Description

### Histoire de l'hôtel-dieu
À la suite de la suppression de l'Hôpital Saint-Julien en 1624, ses biens sont affectés à la création d'un Hôtel-Dieu. Celui-ci fut fondé en 1628 à l'initiative des Echevins pour accueillait les indigents de la ville et de ses alentours. En 1630, les échevins font venir de Valenciennes des religieuses hospitalières pour le service intérieur. Elles y resteront jusqu'en 1791 où elles seront expulsées pour avoir refusé de prêter serment. En 1756, un terrain dépendant de l'Hôtel-Dieu est cédé à l'État pour établir un hôpital militaire. En 1851, le service intérieur est de nouveau confié à douze sœurs de Saint-Vincent de Paul.
Dès le milieu du XIXe siècle, le service de santé est assuré par un médecin-chef, un chirurgien-chef, un aide et deux sous-aides. Soixante lits sont affectés aux pauvres malades de la ville (trente pour les hommes, trente pour les femmes). En 1857, une maternité sera établie dans les dépendances. Les locaux de l'Hôpital militaire seront progressivement utilisés pour les civils puisque les soldats de la région sont désormais stationnés à Lille

### Le nouvel hôpital de Dechy
Construit à Dechy à partir de juillet 1965, construit en 5 ans, il est inauguré le 16 novembre 1970, il prend ensuite le nom de centre hospitalier de Douai en 1978. L'ancien hôpital est démolis en 2009 après la mise en service du nouveau bâtiment en septembre 2008.

Le Centre Hospitalier de Douai (CH de Douai) offre 35 spécialités différentes. En 2017, l’hôpital a réalisé plus de 160 000 journées d'hospitalisation, 67 000 passages aux urgences, 7 700 interventions chirurgicales et 1 700 accouchements. Il couvre un territoire de 250 000 habitants et emploie plus de 2 300 personnes dans les domaines médicaux, paramédicaux, administratifs et logistiques. 
Dans une région touchée par une surmortalité précoce et des comportements individuels à risques, le Centre hospitalier de Douai est devenu le pilote de la stratégie d’un hôpital « hors les murs », en décloisonnement et en renouvelant le concept de service public hospitalier. L'objectif est d'éviter les ruptures de soins dans le parcours du patient et de privilégier la prévention en particulier auprès des populations les plus vulnérables. Afin de réduire le stress et l’anxiété avant une opération chirurgicale, le CH de Douai propose au patient de se rendre en salle d’opération en marchant. Ce projet est une initiative des anesthésistes, soutenu par l’ensemble du personnel soignant.

## Spécialités
Le Centre hospitalier de Douai dispense les spécialités médicales et chirurgicales suivantes
- Traumatologie/générale/digestive/urologie/vasculaire/pédiatrique/gynécologique/bariatrique
- Gynécologie/obstétrique/maternité/orthogénie
- Hépato-gastro-entérologie
- Cardiologie
- Médecine interne et polyvalente
- Neurologie
- Gériatrie
- Néphrologie et hémodialyse
- Diabétologie/endocrinologie/nutrition
- Oncologie/soins palliatifs/soins de support
- Pédiatrie/néonatalogie/surveillance continue pédiatrique
- Pneumologie/allergologie/sommeil
- Réanimation/surveillance continue polyvalente
- Spécialités chirurgicales
- Imagerie médicale/laboratoire/pharmacie/explorations fonctionnelles
- Urgences
- Unité thérapeutique d'éducation
- Douleur
- Soins de longue durée et EHPAD
- Psychiatrie adulte et infanto-juvénile
- Addictologie (alcoologie, toxicomanie et tabacologie)